# Стамен Стаменов (БКП)
Вижте пояснителната страница за други личности с името Стамен Стаменов.
Стамен Георгиев Стаменов е български политик, кандидат-член на ЦК на БКП.
Починал 2013 г.

## Биография
Роден е на 10 юли 1929 г. в софийското село Литаково. Член на БКП от 1949 г. Учи в гимназия, но напуска. През 1944 г. се установява в София, където работи като селскостопански работник. От 1946 до 1948 г. учи в ПЖИ „Тодор Каблешков“ специалност „Строителство и поддържане на жп пътища“. От 1949 г. започва работа като техник на строителството на тунел „Васил Коларов“ под Гълъбен. Впоследствие преминава през длъжностите помощник-технически и технически ръководител. От 1952 г. е на работа в Главното политическо управление на жп транспорта. На следващата година е в Управление по строителството на транспорта за качествен контрол. През 1955 г. началник на отдел „Производствен“ в Строителното управление, а след това старши инженер. През 1964 г. завършва задочно ВИАС. Предната година започва работа като инструктор в отдел „Транспорт и съобщения“ при ЦК на БКП. От 1968 г. е заместник генерален директор на СО „Транстрой“, а след това заместник-министър на транспорта. По-късно е генерален директор на Транстрой, секретар на Градския комитет на БКП в София, заместник-министър на транспорта и началник на Главното управление на пътищата. От 1976 г. е първи заместник-министър на транспорта. От 4 април 1981 г. до 1989 г. е кандидат-член на ЦК на БКП. с Указ № 1333 от 7 септември 1976 г. е обявен за герой на социалистическия труд. Награждаван е още с „Орден на труда“ – златен (1952), „Червено знаме на труда“ (1969), „Народна република България“ – I ст. (1977).